# フランツ・ダンツィ

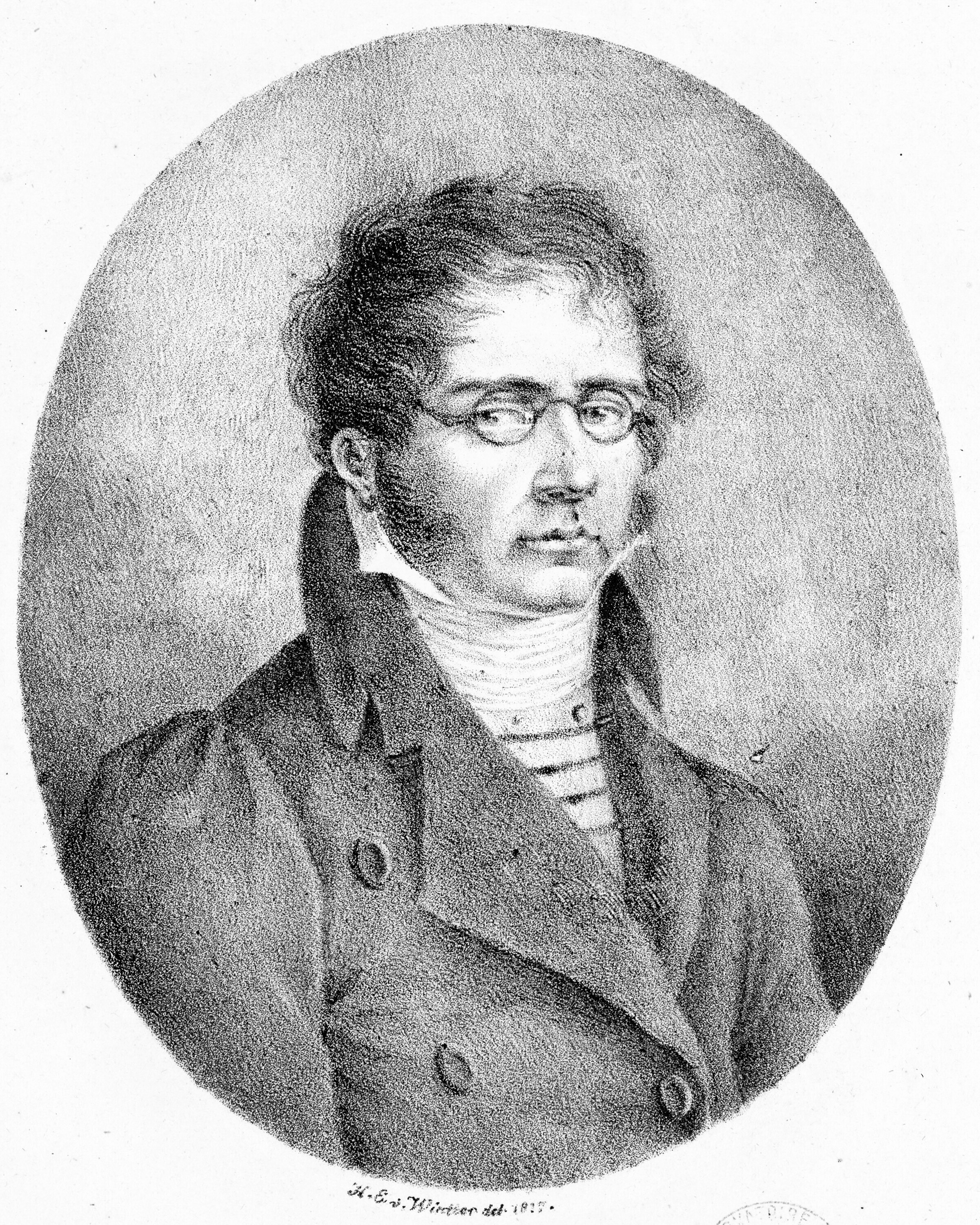
フランツ・ダンツィ

フランツ・イグナーツ・ダンツィ（Franz Ignaz Danzi, 1763年6月15日 バーデン＝ヴュルテンベルク州シュヴェツィンゲン - 1826年4月13日 カールスルーエ）は、ドイツのチェリスト・指揮者・作曲家。
マンハイム、ミュンヘン、シュトゥットガルト、カールスルーエの宮廷楽団員として過ごした。バイエルン宮廷楽団の首席チェロ奏者で、（《イドメネオ》の初演の際に）モーツァルトからも称賛された著名なイタリア人のインノチェンツォ（イノツェンツ）・ダンツィは父親であり、作曲家で声楽家のフランチェスカ・ルブランは実姉である。
ダンツィは、ヨーロッパの演奏会の歴史において重要な時期を過ごした音楽家のひとりである。その経歴は、後期古典派音楽から初期ロマン派音楽へと作曲様式の過渡期に広がっており、今日のコンサート・ホールやクラシック音楽の聴取層の誕生と時を同じくしている。
ダンツィは青年時代にモーツァルトを知って敬意を抱き、ベートーヴェンと同時代人であったが（同世代の多くと同じく）ベートーヴェンの音楽については強烈な（賛否相半ばする）感情を寄せていた。そして若きウェーバーの指導者であり、その作品を尊重して普及に努めた。

## 生涯
シュヴェツィンゲンに生れ、マンハイムに育ち、実父とゲオルク・ヨーゼフ・フォーグラーの指導を受けた後、1778年に10代の若さでプファルツ選帝侯カール4世フィリップ・テオドールの比類ない宮廷楽団に迎えられる。バイエルン選帝侯位を継承したカール・テオドールが同年に宮廷をミュンヘンに移した後も、ダンツィは地方のマンハイムに留まっていた。マンハイムに残された小劇場のオーケストラで修業を終えると、1784年に父親の後任として、ミュンヘンの宮廷楽団に首席チェリストに再入団する。この間1780年に、木管楽器のための最初の作品がマンハイムで出版されている。1790年に声楽家のマリア・マルガレーテ・マルシャンと結婚し、夫婦で連れ立ってライプツィヒやプラハ、ヴェネツィア、フィレンツェにオペラ巡業を行なった。
1798年までにもう一度ミュンヘンに戻り、ヨーロッパ随一の音楽の中心地で第2宮廷楽長の地位に昇格するが、1807年には、宮廷で受けた待遇への不満や、更なる昇進が見込まれないことへの落胆から、ミュンヘンを去ってシュトゥットガルトに行き、より小規模で、さほど重要といえない、ヴュルテンベルク王フリードリヒ1世の宮廷楽団の楽長職に就任した。5年後には今度はカールスルーエに移って晩年を王立音楽院に捧げ、宮廷の平凡な音楽体制を恥ずかしくないものへと引き上げようと健闘した。

## 作品
ダンツィ自身は第一級の作曲家とはいえないものの、音楽家としては頗る有能であった。作品の最大の長所は、魅力的で響きがよいこと、そして巧みに彫琢されていることであろう。今日では主に木管五重奏の作曲家として名を残しており、それぞれの特色を活かした楽器の扱いは、なるほど天晴れというべきである。当時の主要なジャンル、たとえば歌劇や教会音楽、8つの交響曲を含む管弦楽曲、多種多様な室内楽曲を作曲している。それでもダンツィは、チェロの第一級のヴィルトゥオーソなのであり（チェロ協奏曲を作曲している）、なおかつ――あらゆる記録によると――影響力ある楽長にして指揮者だったのである。
2005年にシュヴェツィンゲンの市立ホールが、フランツ・ダンツィを称えて改名された。